# Місцевий бюджет
Місце́вий бюдже́т — бюджет адміністративно-територіальної одиниці — області, району, громади, затверджений відповідною радою. 

## Призначення
Завданням місцевого бюджету є забезпечення необхідними грошовими ресурсами фінансування заходів господарського й культурного будівництва, комунального і житлового господарства, розвитку освіти, охорони здоров'я тощо. 
Місцевий бюджет являє собою форму утворення та використання грошових ресурсів, призначених для забезпечення завдань та функцій, віднесених до предметів ведення місцевого самоврядування. Місцевий бюджет є фінансово-економічною категорією, інструментом вирішення проблем місцевого рівня.

## Місцеві бюджети України

### 2023
За I півріччя 2023 року до загального фонду місцевих бюджетів надійшло 218,3 млрд грн, що на 42,5 млрд грн більше порівняно з аналогічним періодом 2022 року, — про це повідомив Урядовий портал.
Основними доходами загального фонду місцевих бюджетів (без урахування міжбюджетних трансфертів) за I півріччя 2023 року були:
- 145,4 млрд грн - податок на доходи фізичних осіб (ПДФО);
- 27,1 млрд грн – єдиний податок;
- 16,7 млрд грн – плата за землю;
- 10 млрд грн – акцизний податок;
- 7 млрд грн – податок на прибуток підприємств приватного сектору економіки.

Вагомий приріст доходів загального фонду місцевих бюджетів зафіксовано у таких областях: Чернігівська (+45,9 %), Житомирська (+45,7 %), Київська (+45,3 %), Закарпатська (+39,2 %), Чернівецька (+36,8 %).
Збільшення доходів у цих областях пов’язано, зокрема, з тим, що у ці регіони перемістилися здебільшого внутрішньо переміщені особи та бізнес із територій, де ведуться або велися бойові дії, або з територій, які були чи є тимчасово окупованими збройними формуваннями рф.
Відповідно, найменший показник доходів загального фонду місцевих бюджетів виявлено на території тих областей, де проходять активні бойові дії або які були чи є тимчасово окупованими збройними формуваннями рф, зокрема в Донецькій, Запорізькій, Луганській та Херсонській областях.
Незважаючи на російське вторгнення в Україну (2022), завдяки швидкій адаптації органів державної влади та органів місцевого самоврядування вдалося забезпечити виконання та збільшення доходів загального фонду місцевих бюджетів на +24,2 % більше порівняно з I півріччям 2022 року.
За рахунок цих ресурсів органи місцевого самоврядування і надалі мають можливість забезпечувати фінансування першочергових потреб на місцевому рівні.